# Ihnat Halavatsjoek
Ihnat Halavatsjoek (Wit-Russisch: Ігнат Галавацюк, 5 mei 1997, Babroejsk) is een langebaanschaatser uit Wit-Rusland. Zijn specialisatie is de 500 en 1000 meter.
Halavatsjoek neem reeds deel aan wereldbekerwedstrijden, Europese kampioenschappen, wereldkampioenschappen en de Olympische Spelen. Zijn beste afstand is de 1000 meter waar hij op de WK afstanden 2020 tiende op werd.
Bij de Olympische Winterspelen van 2022 in Peking was Halavatsjoek samen met Hanna Nifantava bij de openingsceremonie vlaggendrager namens Wit-Rusland. Halavatsjoeks beste prestatie in Peking was een zesde plek op de 1000 meter. Halavatsjoek nam twee weken later niet deel aan het WK Sprint in 2022, omdat deelname door ISU werd verboden. Dit als onderdeel van sancties tegen Rusland en Wit-Rusland na de Russische invasie van Oekraïne. 

## Persoonlijke records
| Afstand    | Tijd    | Datum            | Baan           |
| ---------- | ------- | ---------------- | -------------- |
| 500 meter  | 34,12   | 12 december 2021 | Calgary        |
| 1000 meter | 1.07,32 | 15 februari 2020 | Salt Lake City |
| 1500 meter | 1.47,68 | 27 augustus 2017 | Calgary        |
| 3000 meter | 3.57,45 | 26 augustus 2017 | Calgary        |
| 5000 meter | 7.08,82 | 22 november 2014 | Minsk          |

(laatst bijgewerkt: 12 december 2021)

## Resultaten
| Jaar | EK Sprint                | WK Sprint                | WK Afstanden            | Olympische Spelen                   | Wereldbeker                  | WK Junioren                                     |
| ---- | ------------------------ | ------------------------ | ----------------------- | ----------------------------------- | ---------------------------- | ----------------------------------------------- |
| 2014 |                          |                          |                         |                                     |                              | 9e 500m                                         |
| 2015 |                          |                          |                         |                                     |                              | 12e 500m 21e 1000m                              |
| 2016 |                          |                          |                         |                                     | 0p 500m 0p 1000m             | 500m · 4e 1000m · 8e achtervolging · teamsprint |
| 2017 | 14e (14e, 16e, 17e, 13e) |                          |                         |                                     | 0p 500m 0p 1000m             |                                                 |
| 2018 |                          |                          |                         | 22e 500m 28e 1000m                  | 37e 500m 16 1000m 0p 1500m   |                                                 |
| 2019 | 11e (17e, 8e, 11e, 13e)  | 14e (18e, 12e, 13e, 13e) | 18e 1000m 6e teamsprint |                                     | 25e 500m 12e 1000m           |                                                 |
| 2020 |                          | 14e (20e, 14e, 10e, 13e) | 19e 500m 10e 1000m      |                                     | 28e 500m 15e 1000m 50e 1500m |                                                 |
| 2021 | NS4 (12e, 15e, 13e, -)   |                          | 8e 500m 8e 1000m        |                                     | 8e 500m 9e 1000m             |                                                 |
| 2022 |                          |                          |                         | 30e 500m 6e 1000m HF 13e massastart | 18e 500m 16e 1000m           |                                                 |

(#, #, #, #) = afstandspositie op sprinttoernooi (500m, 1000m, 500m, 1000m).
0p = wel deelgenomen, maar geen punten behaald.